# Salliit
Salliit [saˌɬːiːt] (nach alter Rechtschreibung Sagdlît) ist eine wüst gefallene grönländische Siedlung im Distrikt Nanortalik in der Kommune Kujalleq.

## Lage
Salliit befindet sich auf der gleichnamigen Inselgruppe zwischen Alluitsup Paa und Nanortalik in der Labradorsee. Damit war Salliit einer der isoliertesten Orte Südgrönlands. Im Sommer war er wegen des Treibeises kaum zu erreichen und im Winter wurde die Verbindung häufig durch stürmische See unterbrochen.

## Geschichte
Salliit wurde um 1848 als Udsted gegründet. Ursprünglich gehörte der Ort der Herrnhuter Brüdergemeine an.
Ab 1911 war Salliit eine eigene Gemeinde im Kolonialdistrikt Julianehaab, der noch der Wohnplatz Isua angehörte. Sie war Teil des 2. Landesratswahlkreises Südgrönlands.
1919 lebten 51 Personen in Salliit. Neben zehn Wohnhäusern gab es eine 1848 errichtete Wohnung des Udstedsverwalters, die rund 76 m² maß und drei Zimmer hatte. 1857 wurde ein Proviantladen errichtet und 1870 ein Speckhaus mit Laden. Zudem gab es eine Fassbinderei und ein Pulverhaus, die ebenso wie alle anderen Gebäude aus Stein errichtet waren. Einzig die etwa 45 m² große Schulkapelle war aus Holz und hatte eine Orgel. Unter den Bewohnern waren neben dem Udstedsverwalter, einer Hebamme und einem ausgebildeten Katecheten acht Jäger und fünf Fischer, die von der Robbenjagd und dem Fischfang sowie der Wal- und Fuchsjagd lebten.
Wegen der schlechten Bedingungen aufgrund der Lage verließen immer mehr Einwohner Salliit und 1926 fanden sich zeitweise keine Personen mehr im Ort. Die entsprechende Gemeinde wurde auf Landesratsbeschluss 1926 aufgelöst, da sich darin nur noch Bewohner in Isua befunden hatten. 1928 wurde Salliit offiziell aufgegeben. Die Schulkapelle wurde 1951 nach Qunnermiut versetzt.

## Söhne und Töchter
- Johan Petersen (1867–1960), Expeditionsteilnehmer, Dolmetscher, Handels- und Kolonialverwalter